# Im Winkel (Datteln)
Im Winkel (kurz: Winkel) ist ein Stadtteil der Stadt Datteln, er liegt westlich der Innenstadt. Stand Ende 2021 lebten Im Winkel 709 Einwohner.

## Geographie
Der reine Wohnbezirk Winkel grenzt im Osten an dem Dattelner Stadtteil Hachhausen. Im Westen liegt die Stadt Oer-Erkenschwick.

## Verkehr
Der Linienbusse der VRR-Linien SB 24, 232 und NE 14 der Vestischen Straßenbahnen bedienen diesen Stadtteil.
| Linie | Verlauf | Takt (Mo–Fr) |
| ----- | --- | ------------ |
| SB24  | Recklinghausen Hbf – Campus Blumenthal – Oer-Mitte – Oer-Erkenschwick Berliner Platz – Rapen – Im Winkel – Hachhausen – Datteln Bus Bf – Holthausen – Waltrop Rathaus – Am Moselbach – Dortmund-Mengede Bf                                                                                | 30 min       |
| 232   | Recklinghausen Hbf – Ostviertel – Groß-Erkenschwick – Oer-Erkenschwick Berliner Platz – Rapen – Im Winkel – Hachhausen – Datteln Bus Bf | 30 min       |
| NE14  | Recklinghausen Hbf – Ostviertel – Groß-Erkenschwick – Oer-Erkenschwick Berliner Platz – Rapen – Im Winkel – Hachhausen – Datteln Bus Bf – Holthausen – Waltrop Rathaus – Dortmund-Mengede Bf NachtExpress: In den Nächten von Freitag auf Samstag, Samstag auf Sonntag und vor Feiertagen | 60 min       |

## Gewässer
Der Dattelner Mühlenbach durchquert diesen Stadtteil.